# Annals of Improbable Research
Annals of Improbable Research (AIR) (que podría traducirse en español como Anales de Investigaciones Improbables) es una revista bimestral dedicada al humor científico, en la forma de una sátira sobre la información científica.

## Historia
AIR no es la primera revista que parodia a la ciencia. Ese honor le corresponde a la Journal of Irreproducible Results, fundada por Alex Khon y Harri Lipkin en 1955, pero la mayor parte de sus editores, incluido el editor de AIR, Marc Abrahams, se separaron después de que la revista fue adquirida por el publicista George Scherr en 1994, quien demandó a AIR alegando que era decepcionante ver que era muy similar a su revista y que le habían robado el nombre "Ig Nobel Prize" (Premio Ig Nobel), pero la acción intentada no prosperó.
AIR ha publicado seis ejemplares por año desde 1995, en cada ocasión aparece al menos una investigación científica sobre un tópico extraño o inesperado, pero la mayor parte de los artículos refieren experimentos absurdos, reales o ficticios, tales como la comparación de manzanas y naranjas usando espectroscopia infrarroja. Otros trabajos incluyen materias como la evaluación de las cafeterías de los institutos científicos, una falsa clasificación y promoción para un plan médico llamado HMO-NO y una página de cartas al editor. 
Ocasionalmente los artículos de AIR son fundados en hechos y realmente originales. Por ejemplo, en 2003 publicó una investigación documentada y producida por Nick T Spark sobre aspectos históricos de la ley de Murphy en un artículo dividido en cuatro partes llamado "Why Everything You know About Murphy's Law is Wrong" (Por qué todo lo que sabes sobre la ley de Murphy está equivocado), fue revisado, ampliado y finalmente publicado en junio de 2006 como el libro History of Murphy’s Law (Historia de la ley de Murphy, aun no publicado en español).
AIR celebra anualmente la ceremonia en que se otorgan los premios Ig Nobel, bajo la premisa: "Primero los hacemos reír y después pensar."

## Artículos notables
- Scott A. Sandford, "Apples and Oranges -- A Comparison," AIR, Vol. 1, No. 3 (1995).
- E. R. Schulman, "How to Write a Scientific Paper," AIR, Vol. 2, No. 5 (1996).
- Fiorella Gambale, "Does a Cat Always Land on Its Feet?," AIR, Vol. 4, No. 4 (1998).
- Lucas Kovar, "Electron Band Structure In Germanium, My Ass," AIR, Vol. 7, No. 3 (2001).
- Ryan Shaun Baker, "The Sleep-Retardant Properties of My Ex-Girlfriend," AIR, Vol. 8, No. 3 (2002).
- Mark Fonstad, William (Pugatch) Flynn, and Brandon Vogt, "Kansas Is Flatter Than a Pancake," AIR, Vol. 9, No. 3 (2003).